# Rudolf I al Sfântului Imperiu Roman
Rudolf I (n. 1 mai 1218, Castelul Limburg⁠(d), Baden-Württemberg, Germania – d. 15 iulie 1291, Speyer, Sfântul Imperiu Roman) cunoscut și ca Rudolf al IV-lea, a fost conte de Habsburg începând din 1240, iar din 1273 până în 1291, a fost primul rege romano-german din dinastia Casei de Habsburg.
Odată cu moartea lui Frederic al II-lea, împăratul Sfântului Imperiu Roman, din decembrie 1250 a început perioada numită Interregn (din latină „perioada dintre regi”), care a durat mai mult de 20 de ani, perioadă a declinului familiei Hohenstaufen (dinastia Staufer), în care nici un rege ales nu a reușit să se impună și în care a dominat instabilitatea. În acest timp, Rudolf a devenit unul dintre cei mai puternici conducători din sud-vestul imperiului. Interregnul s-a încheiat cu alegerea lui Rudolf ca rege romano-german în 1273. În calitate de rege, Rudolf a încercat recâștigarea proprietăților imperiale, pierdute aproape complet începând din 1240. El a avut succes mai ales în Suabia, Alsacia și Renania. Nordul imperiului a rămas în mare măsură de neatins. Față de Ottokar al II-lea, puternicul rege al Boemiei, Rudolf a trebuit să impună prin forță militară recunoașterea stăpânirii și revendicărilor sale. În 1278 victoria sa în bătălia de la Dürnkrut (lângă Viena) a stabilit stăpânirea habsburgică în Austria și Stiria. În timp, Casa de Habsburg a devenit  o dinastie princiară imperială. Rudolf a recunoscut importanța orașelor pentru susținerea conducerii regatului. Cu toate acestea, politica sa fiscală a generat o opoziție considerabilă a populației orașelor. Demersurile lui Rudolf pentru ca Papa să îl încoroneze ca împărat la Roma, au rămas fără succes astfel că el nu a reușit să îl desemneze încă din timpul vieții, pe fiul său ca succesor la tronul Imperiului romano-german.

## Biografie

### Originea și tinerețea
Rudolf provenea din familia Habsburg a cărei existență poate fi dovedită până la mijlocul secolului al X-lea. În anul 952 izvoarele istorice pomenesc un anume Guntram la curtea lui Otto cel Mare, despre care se crede că ar fi un strămoș al Habsburgilor. Printre nepoții lui Guntram se numărau Radbot și Werner de Habsburg, episcop de Strasbourg. Unul dintre cei doi a construit castelul Habichtsburg (Habsburg) în anii 1020-1230. Habichtsburg se află în cantonul Aargau (în Elveția) și de la el se trage numele familiei. Henric al II-lea, ultimul împărat din dinastia Ottonilor, este o altă personalitate menționată de istorie ca fiind protectorul lui Werner, episcopul de Strasbourg. În 1108 Otto al II-lea de Habsburg (d. 1111) a fost primul membru al familiei pomenit ca purtând acest nume (Hauichburch).  Posesiunile habsburgice s-au bazat pe moștenirea domeniului aflat între râurile Reuss și Aare, cu castelul omonim și o mânăstire (care avea și rol administrativ) din nordul Elveției și Alsaciei. Habsburgii erau executori administrativi ai mânăstirilor Ottmarsheim și Muri, pe care ei le întemeiaseră. Mânăstirea Muri a devenit locul de înmormântare al familiei în vremurile timpurii, fiind întemeiată în 1027 de soția unuia dintre Habsburgi. În timpul secolului al XII-lea a intrat în posesia familiei domeniul din Alsacia Superioară. Acolo familia deținea proprietăți extinse între Basel și Strasbourg.
Rudolf s-a născut din căsătoria contelui Albert al IV-lea de Habsburg cu Hedviga, contesă de Kyburg. Presupunerea că locul nașterii sale ar fi cetatea Limburg se bazează pe o declarație arbitrară făcută de Fugger-Birken. În 1232 tatăl lui Rudolf, Albert al IV-lea, a hotărât să-și separe puterea de cea a fratelui său, Rudolf al III-lea, cu care conducea împreună domeniile familiei. Din această separare a puterii a rezultat linia principală a familiei Habsburg (conducătorul ei fiind Albert al IV-lea) și linia Habsburg-Laufenburg (conducătorul ei fiind Rudolf al III-lea, care a devenit astfel Rudolf I de Habsburg-Laufenburg). Potrivit cronicii lui Matthias von Neuchâtel (mijlocul secolului al XIV-lea) împăratul Frederic al II-lea de Hohenstaufen era nașul lui Rudolf. Însă Rudolf nu a fost crescut la curtea imperială. El nu știa să scrie și nu cunoștea latina. Rudolf a avut doi frați, Albert și Hartmann, și două surori, Kunigunde și Elisabeta. Albert a fost destinat carierei monahale încă de la o vârstă fragedă. Tatăl lui Rudolf, Albert al IV-lea, a plecat într-o cruciadă în vara anului 1239 și în același an a murit de ciumă. În 1240, Rudolf a preluat singur conducerea liniei principale a familiei Habsburgilor. Fratele său, Hartmann, s-a mutat în nordul Italiei la sfârșitul anului 1246 sau la începutul anului 1247 pentru a lupta alături de trupele împăratului Frederic al II-lea. El a murit în captivitate între 1247 și 1253.

### Conte de Habsburg (1240–1273)

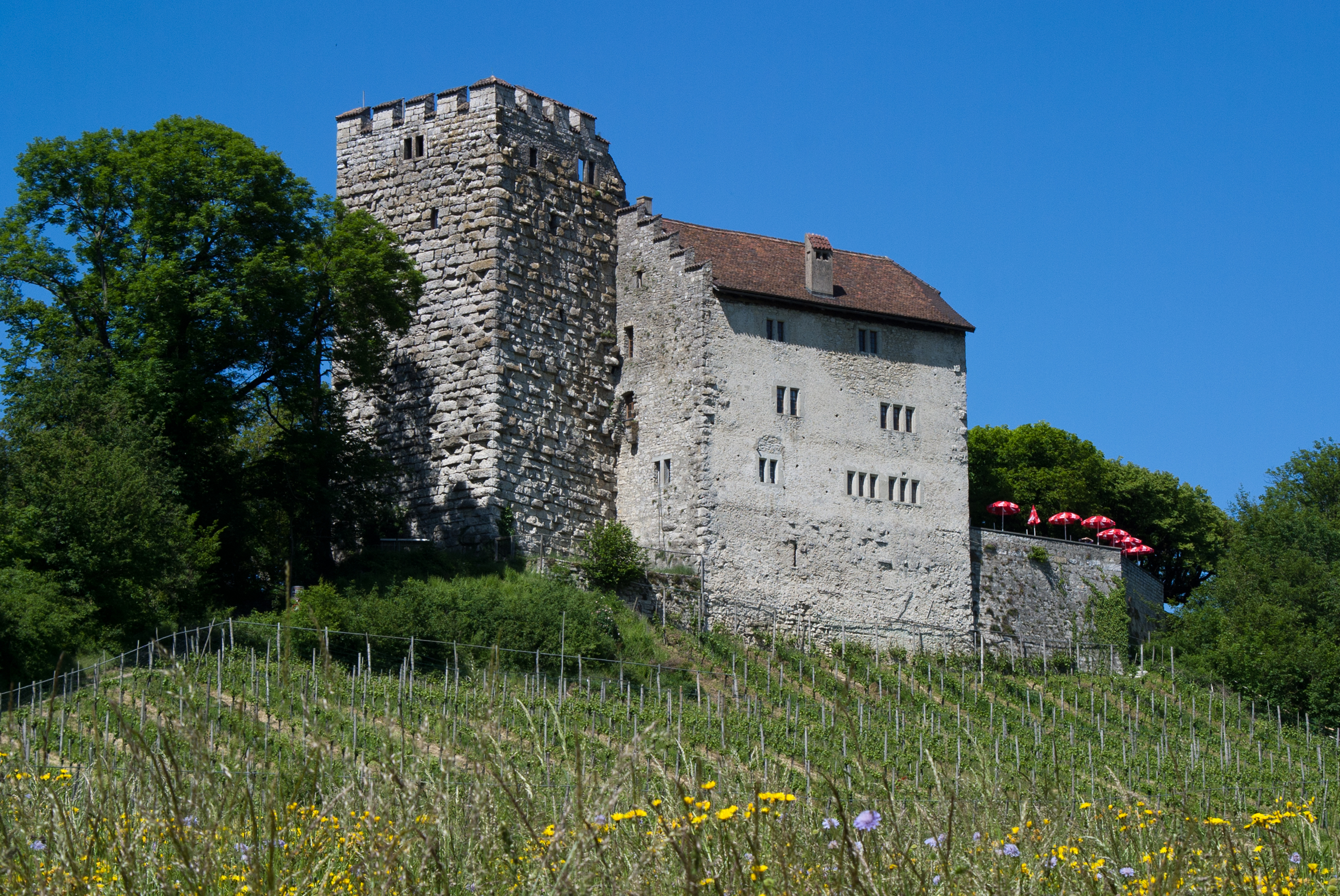
Castelul Habsburg care a dat numele familiei.

Rudolf a continuat legătura strânsă cu familia Hohenstaufen. În disputele dintre împăratul Frederic al II-lea și papalitate, Rudolf și fratele său, Hartmann, erau de partea împăratului. În 1241 Rudolf s-a aflat la curtea lui Frederic din Faenza. La începutul anilor 1240 a intrat în conflict cu Hugo al III-lea de Tiefenstein/Teufen pentru proprietatea acestuia, la sfârșitul căruia se pare că Hugo a fost ucis din ordinul lui Rudolf. După moartea lui Frederic al II-lea în 1250, Rudolf a rămas loial familiei Hohenstaufen ca susținător al lui Conrad al IV-lea. Prin urmare, el a fost exclus din biserică. În jurul anului 1253 s-a căsătorit cu Gertrud de Hohenberg. Cu domeniul Albrechtstal aflat la nord-vest de Schlettstadt, Rudolf a reușit să-și mărească domeniul deținut în Alsacia. După moartea lui Conrad al IV-lea în 1254, Rudolf a încheiat o pace de durată cu Curia papală, scăpând astfel de excluderea din biserică. El a reușit să-și păstreze influența semnificativă asupra Rinului Superior și în nordul Elveției.
Dubla alegere din 1257 a adus imperiului doi regi: Alfonso al X-lea de Castilia și Richard de Cornwall. Perioada dintre moartea lui Frederic al II-lea și alegerea lui Rudolf ca rege în 1273 este cunoscută sub numele de Interregn. Termenul, care a fost folosit abia în secolul al XVIII-lea, nu înseamnă că nu a existat nici un rege ci că au existat mai mulți, însă nici unul dintre ei nu a exercitat o conducere semnificativă ca putere. Imaginea dominantă a Interregnului ca perioadă deosebit de violentă și haotică în comparație cu alte epoci, a fost revizuită de Martin Kaufhold  în anul 2000. El a descris perioada ca fiind una în care predominau arbitrajul și alte mecanisme de soluționare a conflictelor. Karl-Friedrich Krieger  în 2003 a susținut în continuare evaluarea tradițională bazată pe percepția aceastei perioade ca fiind deosebit de violentă, existând „tendința către auto-dreptate violentă” mai ales în regiunea Rinului Superior și în nordul Elveției. Contele Rudolf de Habsburg a folosit și violența împotriva concurenților mai slabi pentru a-și extinde stăpânirea teritorială. În conflictele cu Henric al III-lea de Neuenburg, episcop de Basel, el a reușit să-și impună puterea în 1254, ca protector al  Mânăstirii Sf. Blasien din Pădurea Neagră. Într-o alianță cu cetățenii din Strasbourg, Rudolf s-a impus împotriva episcopului din Strasbourg, Walter de Geroldseck în Bătălia de la Hausbergen din martie 1262. Odată cu stingerea familiei de Kyburg în 1264, Rudolf a revendicat moștenirea și s-a impus în conflictul cu contele Petru de Savoia, care era, de asemenea, rudă cu familia Kyburg. Orașele Winterthur, Diessenhofen, Frauenfeld și Fribourg, precum și comitatul Thurgau au intrat, de asemenea, în posesia lui Rudolf. În comparație cu familia Hohenstaufen sau cu puternicul Ottokar al II-lea al Boemiei, Rudolf a rămas un conte sărac în ciuda acestor acaparări teritoriale.

Harta Sfântului Imperiu Roman în jurul anului 1250.

### Alegerea regelui (1273)
Alfonso al X-lea de Castilia nu a venit niciodată în imperiu. Richard de Cornwall a fost încoronat la Aachen, dar puținele sale șederi în imperiu s-au rezumat la zonele din vestul Rinului. După moartea lui Richard în 1272, prinții au dorit să aleagă un nou rege, în ciuda pretențiilor la tron ridicate de Alfonso de Castilia. El a încercat în zadar prin ambasadorul său pe lângă papalitate, să împiedice o nouă alegere și să obțină o nouă recunoaștere a titlului său. Pentru papa Grigore al X-lea imperiul se afla în fața unui un nou început. Conform planurilor Papei, un nou împărat general recunoscut, trebuia să fie conducătorul unei noi cruciade. Cu toate acestea, Papa a dorit să lase prinților electori decizia alegerii urmând ca el însuși doar să aprobe alegerea. Un candidat care nu ar fi fost agreat de Curia papală, cu siguranță nu s-ar fi putut impune în imperiu. Având în vedere conflictele dintre papi și dinastia Hohenstaufen, Curia papală nu putea tolera un candidat care avea legături strânse cu această familie. La fel ca la alegerile anterioare și de această dată au existat numeroși candidați. Carol de Anjou, conducătorul Italiei de Sud și al Siciliei, a încercat să obțină coroana Sfântului Imperiu Roman pentru nepotul său, tânărul rege francez Filip al III-lea, dar papa Grigore al X-lea l-a refuzat, deoarece legătura Franței cu imperiul i-ar fi adus papalității un puternic adversar la nord de Roma. Ottokar a trimis, de asemenea, un ambasador Papei pentru că dorea să devină candidat la tronul regal. Ambii candidați presupuneau că de data aceasta Papa va decide cine va fi noul rege și nu prinții electori ca în trecut. După negocieri, prinții au reușit să ajungă la un consens, astfel încât Papa le-a acordat lor dreptul de a decide.

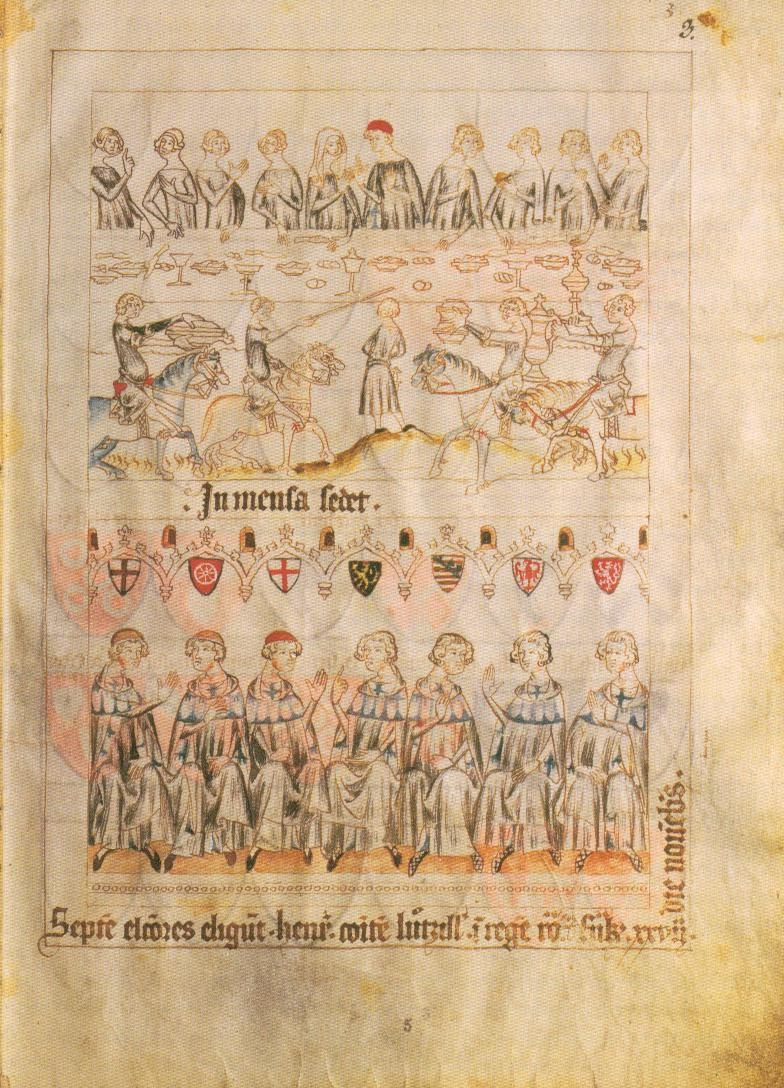
Cronica ilustrată „Kaiser Heinrichs Romfahrt” (Călătoria regelui Henric la Roma) cu cei șapte prinți electorali (din Arhiva principală de stat din Koblenz, nr.inventar 1 C nr. 1 fol. 3b). Electorii, recunoscuți după blazoanele de deasupra capului lor, sunt (de la stânga la dreapta) arhiepiscopii de Köln, Mainz și Trier, contele palatin al Rinului, ducele de Saxonia, margraful de Brandenburg și regele Boemiei.

Ottokar al II-lea al Boemiei nu și-a putut asigura sprijinul Papei, dar având în vedere puterea sa impresionantă, creată prin acaparări teritoriale, prinții nu l-au putut ignora. După stingerea familiei Babenberg în 1246, Ottokar al II-lea a acaparat ducatul Austriei în 1251. În anii următori s-au adăugat ducatul Stiriei (1261), Egerland (1266), ducatul Carintiei, Craina și provincia de graniță Marca Vindica împreună cu Pordenone în nordul Italiei (1269). Posesiunile sale ajungeau de la Munții Metaliferi (Erzgebirge) până la Marea Adriatică.
De la sfârșitul secolului al XII-lea și până la mijlocul secolului al XIII-lea numărul prinților electori se micșorase, astfel încât devenise mai ușoară excluderea de la alegeri a anumitor candidați eligibili. Principi electori erau arhiepiscopii de Mainz, Trier și Köln, precum și contele palatin al Rinului, ducele de Saxonia, margraful de Brandenburg și regele Boemiei. În anul 1272 s-au purtat negocieri intense pentru alegerea unui candidat la tronul regal. Landgraful Turingiei, Frederic I de Meissen le-a dat speranța susținătorilor familiei Hohenstaufen din Italia, că ar putea urma un „al treilea Frederic”, însă relația sa cu dinastia Hohenstaufen nu l-a  avantajat la alegeri. Candidatura sa nu putea avea succes datorită opoziției Curiei papale. Ludovic al II-lea cel Strict (1229-1294), duce de Wittelsbach în Bavaria Superioară, a fost eliminat de pe lista candidaților tot datorită legăturii sale cu familia Hohenstaufen. În august 1273, negocierile electorale fiind în desfășurare, Papa a dat un ultimatum prinților electori. Arhiepiscopul de Mainz, Werner de Eppstein, a propus doi noi candidați: contele Siegfried de Anhalt și Rudolf de Habsburg. Rudolf a fost cel preferat datorită experienței sale în conflictele militare (foarte utilă în cazul unui conflict cu regele Boemiei sau al Franței) și a puterii pe care el o reprezenta în sud-vestul imperiului. Pe 11 septembrie 1273 cei trei arhiepiscopi amintiți și contele palatin al Rinului au căzut de acord cu alegerea lui Rudolf. Când în cele din urmă și-au dat, de asemenea, acordul prințul Saxoniei și margraful de Brandenburg, a fost trimis contele Frederic de Nürnberg pentru a-i aduce la cunoștință lui Rudolf decizia lor și condițiile puse pentru ca această alegere să devină realitate. Principalele lor condiții erau: recuperarea tuturor feudelor ocupate prin forță și acordarea feudelor imperiului doar cu aprobarea prinților electori. Rudolf le-a acceptat. În acea perioadă el se afla într-o dispută cu episcopul de Basel. Prinții electori erau siguri că votul lui Ottokar al II-lea nu va fi obținut. Pentru a ajunge la numărul de voturi necesare ducele Henric al XIII-lea al Bavariei de Jos a fost admis ca principe elector. Regele Boemiei nu a participat la alegere fiind reprezentat de episcopul Berthold de Bamberg. Pe 1 octombrie 1273, Rudolf, în vârstă de 55 de ani, a fost ales în unanimitate de principii electori adunați la Frankfurt, fiind prima alegere la care numărul electorilor a fost limitat la șapte. Când a aflat rezultatul final al alegerii, Rudolf s-a retras la Dieburg, iar a doua zi, pe 2 octombrie, și-a făcut intrarea triumfală în Frankfurt.
Pe 24 octombrie, Rudolf și soția sa au fost încoronați în Aachen de către arhiepiscopul de Köln, Engelbert al II-lea de Falkenburg. Cu foarte puține excepții datorate circumstanțelor speciale, a devenit obișnuință ca la sfârșitul Interregnului, regele și regina să fie încoronați în biserica Marienkirche - Domul din Aachen de astăzi. Pentru a-și legitima revendicarea tronului, membrii dinastiilor medievale țineau să-și demonstreze legătura cu predecesorii lor. Cu ocazia încoronării din Aachen, Rudolf a schimbat numele soției sale Gertrud de Hohenberg în Anna și cel al fiicei sale Gertrud, în Agnes. În acest fel, Rudolf însuși s-a plasat în tradiția familiei Zähringen. Anna și Agnes erau surorile și moștenitoarele ultimului duce de Zähringen, Berthold al V-lea.
Ottokar, prin ambasadorii săi, a încercat în zadar să-l împiedice pe Papă să aprobe alegerea lui Rudolf. Curia papală avea rezerve cu privire la Rudolf, care fusese mult timp susținător loial al familiei Hohenstaufen. Rudolf s-a străduit să elimine aceste îngrijorări ale Papei. Astfel el că s-a abținut să reia politica familiei Hohenstaufen în Italia. Pe 26 septembrie 1274 Papa l-a recunoscut pe Rudolf ca rege de drept. Alfons de Castilia a renunțat la pretenția sa la coroana imperiului abia în 1275 în timpul unor negocieri personale cu Papa.
Opinia lui Peter Moraw conform căreia electorii au văzut în Rudolf doar un „ candidat la tranziție” a fost respinsă de Kaufhold și Krieger. De vreme ce prinții electori nu l-au ales pe Ottokar al II-lea al Boemiei, viitorul rege urma să folosească forța pentru a se impune împotriva acestui puternic concurent și, chiar dacă Rudolf nu era „prinț imperial”, el era din punct de vedere al posesiunilor teritoriale, contele cel mai puternic din sud-vestul imperiului. Teza lui Armin Wolf despre descendența lui din dinastia Welfilor și din cea Ottoniană, care l-ar fi legitimat dinastic pe Rudolf la tron, nu a fost confirmată de experți.

### Căsătorii în scop politic
Una dintre primele acțiuni ale lui Rudolf după alegerea sa ca rege, a fost să-și asigure regatul. Având în vedere revendicările încă existente ale lui Alfonso de Castilia și ambițiile privind succesiunea ale dezamăgitului rege al Boemiei și respectiv al Franței, erau de așteptat conflicte importante. În ziua încoronării sale în Aachen, Rudolf a organizat o dublă nuntă. Fiica sa în vârstă de 20 de ani, Matilda, s-a căsătorit cu contele palatin al Rinului și duce al Bavariei Superioare, Ludovic al II-lea (unul dintre cei mai importanți alegători ai săi), iar fiica sa Agnes s-a căsătorit cu ducele Albert al II-lea de Saxonia. Ulterior, Rudolf a inițiat legătura dintre fiica sa, Hedviga și Otto al VI-lea, fratele margrafului Otto al V-lea de Brandenburg, și legătura dintre Iudita (Guta) și Venceslau al II-lea, succesorul lui Ottokar al II-lea, la tronul Boemiei. Prin aceste căsătorii, Rudolf a reușit să-i lege pe toți electorii regali laici de familia sa.

### Revendicările
De la noul rege, principii electori așteptau ca el să înapoieze bunurile și drepturile care fuseseră înstrăinate de imperiu. În timpul domniei lui Richard de Cornwall și a lui Alfonso al X-lea al Castiliei, care se aflaseră prea rar în imperiu, mulți nobili făcuseră uz de bunurile imperiului după bunul plac. Cu excepția teritoriilor acaparate de Ottokar al Boemiei, revendicările prințiilor electori au rămas în cea mai mare parte nesatisfăcute. În viitor, prinții electori urmau să-și dea consimțământul prin vot pentru înstrăinarea proprietăților imperiale. În timpul lui Rudolf acest consimțământ scris (scrisoare de voință) reprezenta o dovadă a consensului și era emis doar de principii electori. Din secolul al XII-lea până în secolul  al XIV-lea, cercul celor care dețineau feude imperiale a fost stabilit din ce în ce mai precis. Începând din timpul lui Rudolf, dreptul de a avea un cuvânt de spus în afacerile imperiale a fost legat direct de dreptul de a participa la alegerea regelui.
Revendicările au început la două zile după încoronarea lui Rudolf. Pe 26 octombrie 1273, s-a stabilit cu acordul prinților, că toate taxele vamale percepute ilegal începând cu domnia lui Frederic al II-lea, era nule de drept, iar desființarea vămilor neautorizate urma a se face, la nevoie, cu forța armată. Acest lucru l-a afectat pe și pe margraful de Baden. După un conflict militar el a trebuit să renunțe la taxele vamale pe care le percepea în Selz, care nu fuseseră aprobate de rege. La întrunirea curții regale în Speyer, în decembrie 1273, s-a anunțat că toate bunurile coroanei dobândite ilegal trebuiau să fie returnate. Punerea în pratică a fost dificilă, deoarece nu existau informații exacte despre drepturile de proprietate însușite ilegal. Rudolf nu avea la dispoziție o administrație financiară. Regele s-a bazat pe informațiile date de cei afectați de abuzuri sau pe coincidențe. A fost introdusă o nouă organizare administrativă, iar unele unități teritoriale administrative erau conduse de un reprezentant administrativ („guvernator”) care exercita puterea regelui în zona sa administrativă ca un înlocuitor al regelui. Atribuțiile lui includeau: recuperarea proprietății imperiale pierdute, gestionarea veniturilor financiare, menținerea păcii, supravegherea încasărilor din taxe vamale și protejarea mânăstirilor și evreilor. Prin intermediul acestor reprezentanți administrativi, regele putea să acționeze, la nevoie, chiar împotriva propriilor rude și a apropiaților săi. Potrivit lui Krieger, succesul lui Rudolf în politica revendicărilor este dificil de evaluat. Revendicările au avut succes mai ales în Suabia, Alsacia și Renania.
În imediata vecinătate a locului său de origine, Rudolf a folosit revendicarea pentru a mări teritoriile habsburgice. O reînființare a Ducatului Suabiei nu a avut loc. În interiorul regiunii Suabia a fost instituit din 1282 până în 1291 un nou comitat în jurul centrului administrativ din Mengen. În nord, însă, puterea regală în evul mediu târziu a fost doar foarte puțin prezentă. Rudolf a trebuit să se bazeze pe conducătorii teritoriali de acolo pentru a recâștiga proprietatea imperială pierdută. În calitate de guvernatori sau vicari numiți de rege (administratores et rectores), ducele Albert al II-lea al Saxoniei, Albert I de Braunschweig și mai târziu margrafii de Brandenburg trebuiau să se ocupe de domeniile imperiale pierdute din Saxonia și Turingia. În ce privește revendicările, prinții și-au urmărit totuși propriile interese politice teritoriale, acordând doar  puțină importanță intereselor imperiului. După moartea ducelui Albert I de Braunschweig, Rudolf a acordat pe 24 august 1280 lui Albert al II-lea al Saxoniei și celor trei margrafi ai Brandenburgului Ioan al II-lea, Otto al IV-lea și Conrad I, răspunderea domeniilor imperiale din Saxonia și Turingia, precum și a administrației din Lübeck.

### Lupta împotriva regelui Boemiei (1273–1278)
La întrunirea curții de la Nürnberg din noiembrie 1274, Rudolf a deschis un proces împotriva lui Ottokar al Boemiei. În timpul procesului regele romano-german s-a supus judecății prinților. Contele palatin al Rinului, Ludovic al II-lea cel Strict a fost desemnat judecător. Rudolf a trebuit să-și prezinte plângerile contelui palatin în fața tuturor prinților și conților prezenți. A fost stabilit un termen de nouă săptămâni în care Ottokar trebuia să răspundă contelui palatin la întrunirea curții regale de la Würzburg. Regele Boemiei a ignorat acest termen, bazându-se pe puterea sa. În mai 1275 reprezentantul său, episcopul Wernhard de Seckau, a participat la întrunirea curții regale de la Augsburg. Episcopul a pus la îndoială alegerea lui Rudolf ca rege romano-german și regatul său. Ca urmare, prinții electori i-au negat lui Ottokar dreptul asupra feudelor imperiale pe care le acaparase. Pe 24 iunie 1275 a fost proclamată interdicția imperială asupra regelui boem. Ottokar a continuat să nu se lase impresionat, iar un an mai târziu, în iunie 1276, a fost pronunțată o nouă interdicție imperială. Arhiepiscopul de Mainz a pronunțat excluderea lui din biserică și a impus interdicția bisericii asupra Boemiei. O decizie militară putea pune capăt conflictului fiind considerată ca o judecată divină pentru ambele părți.
Rudolf și Ottokar au încercat să câștige aliați pentru viitoarea confruntare. Rudolf și-a asigurat sprijinul conților Meinhard al II-lea și Albert I de Gorizia-Tirol, prin căsătoria dintre fiul său, Albert I de Habsburg, cu Elisabeta de Gorizia-Tirol (fiica respectiv nepoata acestora). Punctul forte al conților de Gorizia-Tirol era teritoriul din regiunea alpină sud-estică și, prin urmare, în imediata vecinătate a Carintiei. Rudolf a atras de partea sa ducatul Carintia, prin Filip de Spanheim, fratele ultimului prinț de Carintia. Ottokar îi acordase lui Filip doar titlul de guvernator al Carintiei fără ca el să aibă vreo influență reală. Rudolf s-a aliat și cu arhiepiscopul Frederic de Salzburg, care fusese asediat pe propriul teritoriul de regele Boemiei. În Ungaria, facțiuni din nobilime luptau pentru influență și tutela asupra regelui minor Ladislau al IV-lea. Rudolf a reușit să atragă o parte a nobilimii maghiare de partea sa. Relațiile cu ducele Henric al Bavariei de Jos deveniseră problematice după alegerea lui Rudolf. Henric considera că nu fusese suficient răsplătit pentru că îl susținuse. Ducele Bavariei de Jos care deținea controlul accesului pe Dunăre spre Austria a avut o importanță decisivă pentru viitoarea dispută. Prin confirmarea dreptului de vot al ducelui, Rudolf a reușit să-l câștige de partea sa. De asemenea, fiul nelegitim al lui Rudolf, Albert de Löwenstein-Schenkenberg, a participat la campania împotriva lui Ottokar.

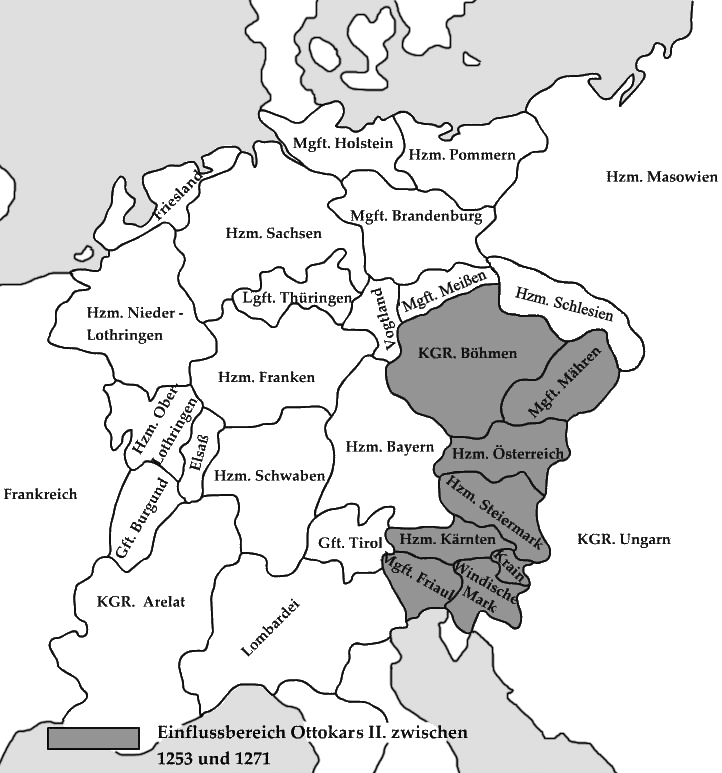
Harta care prezintă sfera de influență a lui Ottokar al II-lea (1253 și 1271)

Împotriva dorinței papei Grigore al X-lea, Rudolf plănuia o călătorie la Roma pentru a fi încoronat. În 1275 conflictul cu Ottokar i-a schimbat planurile. Ulterior, moartea neașteptată a Papei pe 10 ianuarie 1276, a reorientat prioritățile lui Rudolf către disputa cu regele Boemiei. Contele Frederic al III-lea de Nürnberg a invadat Egerland. În Carintia și Carniola, stăpânirea lui Ottokar s-a prăbușit imediat după invazia conților de Gorizia-Tirol. Rudolf a decis la scurt timp după aceea, să schimbe tactica și să nu îndrepte atacul principal împotriva Boemiei, ci asupra slabei apărări a ocupației boeme din ducatul Austria. Această tactică avea avantajul că ducele Henric al Bavariei de Jos, a cărui atitudine rămăsese neclară, nu ar fi putut ataca armata lui Rudolf din spate, dacă schimba aliatul de partea căruia lupta. Sub presiunea armatei regale de la Regensburg, ducele Bavariei de Jos s-a declarat de partea lui Rudolf, care consimțise la căsătoria dintre fiica sa Caterina și Otto, fiul lui Henric. Astfel Rudolf a primit acces liber la Dunăre reușind să ajungă ușor cu trupele sale în teritoriile austriece pe care le-a cucerit repede. Doar Viena a opus rezistență de mai lungă durată. În Boemia, nobilimea a profitat de situație pentru a se revolta. În cele din urmă Ottokar a trebuit să cedeze.

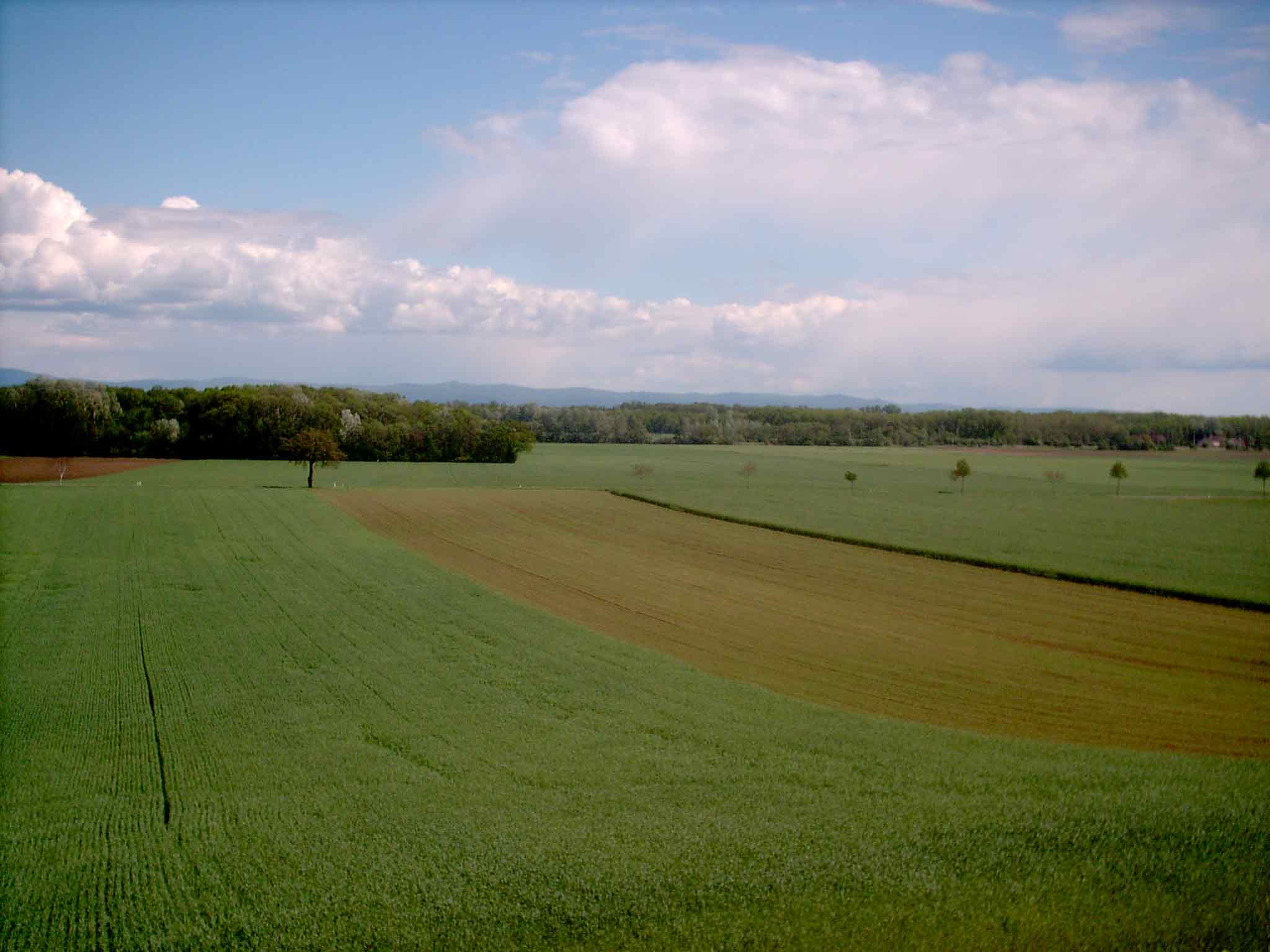
Câmpul de luptă de lângă Dürnkrut (Marchfeld)

La Viena, Ottokar a semnat pacea la 21 octombrie 1276. Pe 25 noiembrie Rudolf, îmbrăcat în haine simple, șezând pe un scaun de lemn, a primit jurământul de credință al lui Ottokar. Rudolf l-a umilit în mod deliberat pe regele Boemiei, care apăruse la această ceremonie purtând haine scumpe și însoțit de o suită numeroasă. Această scenă a fost deosebit de umilitoare pentru Ottokar al II-lea și soția sa Cunigunda. Ei îl considerau pe Rudolf doar un „conte sărac” care își asumase demnitatea regală. Ottokar a trebuit să-l recunoască pe Rudolf ca rege și să cedeze teritoriile, îndoielnice sub aspect legal, ducatele Austria, Stiria și Carintia cu Craina și Pordenone. El a trebuit să se declare mulțumit cu Regatul Boemiei și Margrafiatul Moraviei. Această ceremonie a însemnat reprezentarea ierarhizării dintre regele aflat pe tron și prinții imperiali. Ottokar și-a recunoscut vasalitatea cu genunchii îndoiți în prezența a numeroși prinți ecleziastici și laici. „Genunchii îndoiți în timpul acestei ceremonii sunt consemnați pentru prima dată în istoria imperiului. În schimb, Ottokar a fost iertat de excomunicare și i s-a ridicat interdicția imperială. Pacea a fost asigurată printr-o dublă căsătorie: între fiica lui Ottokar și un fiu al lui Rudolf, precum și între fiul lui Ottokar, Venceslau al II-lea, și fiica lui Rudolf, Iudita (Guta).
Pacea a fost de scurtă durată. Ambele părți aveau motive pentru o nouă confruntare militară. Regele Boemiei nu uitase umilințele suferite la Viena. Provocarea a fost intensificată de faptul că Rudolf întreținea legături în Boemia și Moravia cu nobilii care erau oponenți ai lui Ottokar, în special cu familia Rosenberg. De asemenea, Ottokar continua să întrețină contacte cu foștii lui oameni de încredere în teritoriile austriece. În sud-est, Rudolf dorea să-i înlocuiască pe aceștia cu Habsburgi. În iunie 1278 războiul a izbucnit din nou. Susținătorii lui Rudolf erau din ce în ce mai puțini. Cu excepția contelui palatin, Rudolf nu mai găsea susținători între principii electori pentru lupta sa împotriva Boemiei. Arhiepiscopul de Köln stabilise relații de prietenie cu Ottokar, care îi atrăsese de partea sa și pe margraful Otto al V-lea de Brandenburg și pe Henric al XIII-lea al Bavariei de Jos, cărora le oferise sume mari de bani. Henric a refuzat accesul trupelor lui Rudolf pe teritoriul său și a permis Boemiei să angajeze mercenari în Bavaria de Jos. Ducii din Silezia și Polonia îl sprijineau, de asemenea, pe Ottokar. Totuși, Rudolf a primit sprijinul regelui maghiar, Ladislau al IV-lea. Nu prinții, ci propria putere a Habsburgilor și trupele maghiare au fost baza lui Rudolf în lupta împotriva lui Ottokar.
Pe 26 august 1278 a avut loc Bătălia de pe Marchfeld, la nord-est de Viena. Rudolf în vârsta de 60 de ani a participat el însuși la luptă. A căzut de pe cal fiind salvat de un cavaler de Thurgau, care l-a ajutat să se suie pe un alt cal. În timpul bătăliei, Rudolf a păstrat o de rezervă de aproximativ 60 de călăreți pe care a ținut-o temporar departe de conflict. Atacul acestora asupra flancului armatei Boemiei a produs pierderi devastatoare și i-a adus victoria lui Rudolf. Armata boemă a fost separată în două părți, pierzând-și astfel unitatea și ordinea. Cavaleria ușoară maghiară a urmărit inamicul în retragere. Mii de soldați boemi au pierit. Ottokar nu a fost luat prizonier, ci a fost victima răzbunării, fiind ucis de niște nobili austrieci. Rudolf a expus în Viena cadavrul îmbălsămat al lui Ottokar timp de câteva săptămâni. În semn de recunoștință pentru victoria asupra regelui Boemiei și pentru că el însuși a fost salvat din pericolul morții, Rudolf a întemeiat mânăstirea Tulln, care a rămas singura sa ctitorie de acest fel.

### Politica în sud-est
Bătălia, de importanță europeană, a creat baza imperiului dunărean de mai târziu, în care statele austriece urmau să formeze centrul puterii politice. Dinastia habsburgică a crescut devenind o mare dinastie regală. Cunigunda, văduva regelui Boemiei, se temea că Rudolf va cotropi Boemia și Moravia. De aceea, l-a numit pe margraful Otto al V-lea de Brandenburg tutore al fiului ei minor, Venceslau al II-lea. Chiar și prinții imperiali nu doreau ca în locul dinastiei Přemyslid să apară o nouă dinastie imperială puternică. Din punct de vedere al echilibrulului puterilor, Rudolf s-a mulțumit cu ceea ce obținuse. Venceslau, fiul lui Ottokar, a fost recunoscut ca succesor în Boemia și Moravia. Proiectele de căsătorie planificate în timpul păcii din 1276 au fost realizate. Fiica lui Rudolf, Guta, s-a căsătorit cu Venceslau al II-lea, iar fiul lui Rudolf care purta același nume, Rudolf al II-lea, cu fiica Kunigundei, Anna. Datorită protectoratului Brandenburg-ului, Boemia nu se afla sub controlul habsburgic. Legăturile matrimoniale au creat condițiile necesare pentru ca mai târziu Boemia să poată fi alipită proprietăților habsburgice. Nestatornicia ducelui Henric al Bavariei de Jos față de Rudolf, a fost eliminată prin încheierea căsătoriei fiicei lui Rudolf, Caterina cu fiul lui Henric, Otto al III-lea.
Habsburgii doreau ca baza puterii să se afle în sud-estul imperiului și nu în Boemia. Rudolf a rămas în zona de sud-est a imperiului aproape fără întrerupere din 1276 până la Rusaliile din 1281. Această ședere neobișnuit de lungă a fost necesară pentru a stabiliza situația casei de Habsburg în Austria și Stiria. Analizând introducerile la documentele regale, Franz-Reiner Erkens a reușit să stabilească faptul că, în lunga perioadă de ședere în Austria și Stiria, Rudolf a folosit ca formă și stil, modelul documentelor emise în perioada de sfârșit a dinastiei Stauferilor (Hohenstaufen). Continuitatea cu familia Hohenstaufen oferea regatului lui Rudolf o legitimitate suplimentară. După negocieri îndelungate, în vara anului 1282 Rudolf a obținut aprobarea principilor electori în scrisori testamentare pentru a-l institui pe fiul său ca succesor în teritoriile austriece. La întrunirea curții regale în Augsburg pe 27 decembrie 1282, Rudolf le-a dat fiilor săi, Albert și Rudolf, dreptul de a conduce în comun ducatele Austria, Stiria, Craina și Marca Vindica. Prin urmare, cei doi fii au fost ridicați la rangul de prinți imperial. Această schimbare de conducere a întâmpinat rezistența nobililor austrieci. După jumătate de an, Rudolf a trebuit să lase conducerea ducatelor austriece doar fiului său mai mare, Albert, prin Regulamentul Renan de la 1 iunie 1283. Ca urmare a acestei hotărâri, dominația dinastiei habsburgice s-a mutat din Alsacia Superioară, cantoanele Argovia și Zürichgau, în teritoriile din sud-est.
De asemenea, politica lui Rudolf a pus în pericol consensul stabilit cu prinții, alimentând teama de un rege dornic de putere. Pentru ca fiii lui să-l poată succeda, regele avea nevoie de acordul prinților electori. Prin urmare, Rudolf a trebuit să-și reducă puterea, fiii săi, Albert și Rudolf, renunțând în 1286 la ducatul Carintia. Meinhard al II-lea a primit acest ducat.

### Conducerea și guvernarea
În conducerea curții sale și a regatului, Rudolf s-a bazat adesea pe tradiția dinastiei Hohenstaufen. Deciziile predecesorilor săi, William de Olanda și Richard de Cornwall, au fost anulate, cu excepția cazului în care acestea aveau aprobarea majorității principilor electori. Ca semn al continuității cu familia Hohenstaufen, una dintre primele sale decizii a fost să numească un nou judecător al instanței create de Frederic al II-lea în 1235.
Până în secolul al XIV-lea, conducerea imperiului a fost exercitată ambulatoriu. Curtea lui Rudolf era, de asemenea, itinerantă schimbând des reședința în imperiu pentru ca regele să fie cunoscut supușilor săi. În Evul Mediu Târziu regalitatea nu putea acoperi prin reprezentare în mod egal toate zonele imperiului. Peter Moraw a împărțit imperiul în diferite zone luând în considerare distanța lor (fizică) față de rege. Sudul și vestul Germaniei, precum și Germania centrală erau considerate „apropiate de rege”. Nordul imperiului, unde Rudolf nu a reușit să ajungă, era considerat „îndepărtat de rege”. Contactul cu această zonă se limita la ambasade și trimiși regali. Zadarnic a cerut Rudolf  ajutorul orașului imperial Lübeck pentru a-și afirma autoritatea în nordul imperiului. Șederi de lungă durată, doar cu întreruperi scurte, sunt înregistrate între anii 1276 și 1281 în Viena și din decembrie 1289 până în noiembrie 1290 la Erfurt. Palatinatul favorit, Hagenau, cu 22 de șederi se află pe locul doi după Basel (26 de șederi). Datorită faptului că soția lui Rudolf, Gertruda, și fii săi Carol și Hartmann (înecat în Rin la Rheinau, în 1281), fuseseră înmormântați în catedrala din Münster, familia era permanent păstrată în memoria localnicilor. Regele nu avea reședința stabilită într-un loc anume. „Curtea” era forma de organizare a conducerii. Cârmuirea se concretiza de cele mai multe ori în „ordine verbale” astfel încât, în mare măsură, ele nu existau în formă scrisă. Relațiile personale la curte aveau o mare importanță. „Calea dificilă către urechea domnitorului” era accesibilă doar prin mijlocirea confidenților apropiați ai habsburgilor. Frederic al III-lea de Zollern, Henric I de Fürstenberg și Eberhard I de Katzenelnbogen au avut cea mai mare influență la curtea lui Rudolf.
În timpul domniei lui Rudolf sunt menționate șaisprezece întruniri ale curții. Zilele în care aveau loc întrunirile curții erau considerate a fi „cele mai importante puncte de concentrare politică” în secolele XII și XIII. Numărul prinților adunați la o întrunire a curții, evidenția ierarhia din imperiu și puterea integratoare a conducătorului lui. Identificarea rangului și statutului prinților la aceste întruniri a avut o mare importanță pentru ordinea politică și socială din imperiu. Perioadele lungi dintre întrunirile curții în Interregn a crescut, de asemenea, interesul prinților de a-și reafirma pretențiile pentru un rang sau de a ridica altele noi. Prin prezența personală la aceste întruniri, prinții își puteau demonstra mai expresiv poziția în structura de putere a imperiului. În timpul lui Rudolf, izvoarele istorice au înregistrat în mod regulat dispute privind locurile în care urma să aibă loc întrunirea curții. De asemenea, aceasta era ocazia în care Rudolf își putea înscena propria domnie regală. Curtea habsburgilor nu mai prezenta aceeași atracție pentru cultură și știință precum curtea lui Frederic al II-lea, dar și-a păstrat importanța pentru consultare, sfătuire și luarea deciziilor consensuale.
La prima întrunire a curții sale în 1274, Rudolf a folosit metafora, obișnuită în perioada Staufer, în care regele era „capul” (caput), iar prinții erau „membrele” imperiului. Rudolf folosea retorica „capului și a membrelor”, de asemenea, în preambulul documentelor sale. Aceasta arăta că dispozițiile sale în imperiu erau strâns legate de aprobarea prinților clerici și laici. Prinții participau de obicei la întrunirea curții lui Rudolf mai ales din interes personal sau în ocazii speciale. Domnia lui Rudolf a atins punctul culminant în 1289 la adunarea curții în Erfurt, de Crăciun, la care prezența a fost foarte numeroasă. Rudolf a ținut ultima întrunire a curții sale pe 20 mai 1291 la Frankfurt pe Main.
Procedurile de arbitraj în instanță au crescut „aproape exploziv”, creșterea fiind percepută ca o consecință a Interregnului. Cea mai importantă parte a curții era cancelaria, care era responsabilă pentru eliberarea certificatelor. În secolul  XIII și XIV s-a întocmit un număr considerabil mai mare de certificate în comparație cu perioada anterioară. Din timpul celor optsprezece ani de domnie a lui Rudolf, s-au păstrat 2223 de documente, dintre care cel puțin 622 (reprezentând 28 %) au fost emise pentru orașe. Rudolf a urmărit și obținut în mod constant consensul în negocierile sale de conducător. El a subliniat în mod repetat în certificatele emise existența aprobării generale a prinților sau a evidențiat excluderea unor nobili, individual, de la stabilirea deciziei. În perioada evului mediu târziu, pe lângă documentele cu formă efectivă, negocierile politice erau comunicate prin înscenare, pe baza actelor non-verbale și simbolice.

### Politica privind orașele
În timpul domniei lui Rudolf, termenul de orașe imperiale (civitates imperii) a devenit obișnuit pentru orașele din regat. În perioada Interregnului, independența orașelor a crescut în detrimentul puterii regelui de a dispune în ce privește orașele. Cu toate acestea, orașele imperiale au devenit, prin potențialul lor militar și forța financiară, un mare sprijin pentru exercitarea stăpânirii regale. Impozitul orașului, colectat în mod regulat, a fost o sursă importantă de venit pentru Rudolf. În afară de aceasta, orașele serveau tot mai mult ca reședință regală. Rudolf a încercat să impună clerului obligația de a găzdui curtea regală. Ca răspuns la rezistența episcopilor, Rudolf a favorizat în mod demonstrativ orașele. Din 2223 de documente, 662 au fost emise pentru orașe și între cei 943 de destinatari ai acestor documente s-au numărat 222 de orașe. El a permis orașelor să aibă un consiliu propriu primind astfel o anumită independență internă. În afară de aceasta, Rudolf a promovat transformarea orașelor episcopale în orașe libere. De exemplu, în 1278 Rudolf a acordat orașului Colmar libertăți generoase. Cetățenii orașului puteau primi feude și puteau formau bresle. De asemenea, erau scutiți de „impozitul pe moarte”. Cu toate acestea, impozitele stabilite au generat o opoziție considerabilă în orașe. În anul 1274 și anul 1284 Rudolf a încercat zadarnic să impună impozitarea individuală directă a cetățenilor orașelor. Totuși, Rudolf a reușit pentru prima dată integrarea sistematică a burgheziei crescânde a orașelor, în politica imperială.

### „Falsul Frederic”
Încă din 1257 unii oameni credeau într-o întoarcere a împăratului Frederic al II-lea, iar alții sperau în apariția unui nou împărat Frederic. În anii 1280 conjunctura existentă a creat posibilitatea apariției unui „fals Frederic”. Faptul că mormântul lui Frederic al II-lea se afla la mare distanță, a făcut posibil ca până la sfârșitul secolului al XIII-lea să apară persoane care au pretins că ei înșiși ar fi Frederic. Aceasta demonstrează popularitatea lui Frederic al II-lea și speranța revenirii la condițiile vieții din timpul domniei lui, ceea ce este interpretat ca o reacție la criza socială cauzată de foamete, recolte slabe sau creșterea prețurilor. Pe de altă parte, Krieger atribuie fenomenul „falsul Frederic” doar politicii fiscale controversate a lui Rudolf.
În 1284 a apărut între Basel și Worms un eremit cu numele Henric, care s-a auto-denumit „împăratul Frederic”. Acesta a dispărut fără urmă la sosirea lui Rudolf. Cel mai mare succes al unui „fals Frederic” l-a avut Dietrich Holzschuh (în dialect Tile Kolup). În 1283-1284 el și-a încercat norocul în Köln, însă a fost expulzat. Totuși, în Neuss a fost acceptat foarte repede. Apoi s-a mutat în Wetzlar. Timp de un an el a pretins că este Frederic jucând foarte bine rolul acestuia. Documentele sale purtau sigilii imperiale falsificate. Datorită veniturilor sale mari, a căror sursă nu este clarificată de istorie, el și-a permis să finanțeze o curte (suită) corespunzătoare, primind vizita unor nobili, ambasadori, episcopi și prinți, emițând documente și confirmând privilegii. De asemenea, a reușit să obțină jurământul unor persoane privind autenticitatea sa. Tile Kolup a justificat absența îndelungată a lui Frederic prin faptul că fusese plecat într-un pelerinaj. Rudolf a venit la Wetzlar însoțit de o armată. „Falsul Frederic” a fost ars pe rug la porțile orașului, în prezența lui Rudolf.

### Politica pacifistă
Un rege comun, universal recunoscut, trebuia să remedieze lipsa de pace și dreptate percepută de contemporanii săi. În Franconia a fost reorganizată administrația imperială. În 1274 la curtea de judecată din Rothenburg au fost introduse cărți de înregistrare a judecăților, ele fiind printre cele mai vechi de acest fel. Rudolf a început o politică de pace în imperiu, care inițial s-a rezumat la acorduri regionale, limitate în timp. În 1276 a fost promulgată o pace regională limitată la Austria. A urmat în 1281 pacea pentru regiunile Bavaria, Franconia, Renania și din nou Austria. În partea nordică a imperiului, depărtată de rege, nu se putea acționa în același mod, conducătorii teritoriali preluând responsabilitea păcii în zonă. La Würzburg, pe 24 martie 1287 pacea bazată pe exemplul Păcii de la Mainz din 1235 a fost extinsă la întregul imperiu pentru o perioadă limitată de trei ani.
În ultimii ani ai domniei lui Rudolf, accentul a fost pus pe soluționarea disputelor și protejarea intereselor imperiului, mai ales în Turingia. Din decembrie 1289 până în noiembrie 1290 Rudolf a rezidat în Saxonia și Turingia pentru a-și restabili autoritatea în această zonă. De asemenea, el a rezidat în Erfurt și Altenburg, urmând modelul dinastiei Hohenstaufen. Conform informațiilor, în iarna dintre anii 1289 și 1290, regele a dispus în Turingia distrugerea a 66 - 70 de cetăți ale tâlharilor fiind decapitați 29 de tâlhari într-o singură zi în decembrie la porțile orașului Erfurt. În timpul șederii sale în Turingia, Rudolf a recâștigat întregul Pleißnerland de partea imperiului.

### Încercarea de a alipi Burgundiei și stabilirea contactelor cu Franța
După sfârșitul conflictului armat cu regele Boemiei și dobândirea teritoriilor austriece pentru Casa de Habsburg, începând din 1283 Rudolf s-a concentrat către îndepărtata Burgundie. În acest context, Burgundia trebuie înțeleasă ca partea de sud-vest a imperiului care se învecinează cu Franța și care include Provența, așa-numitul comitatul liber al Burgundiei (Franche-Comté / Freigrafschaft), Dauphiné (comitatul Vienne) și comitatele Mömpelgard și Savoia, dar nu include ducatul Burgundiei, care aparține Franței, cu capitala la Dijon. Derivat de la numele orașului de încoronare Arles, partea burgundă a imperiului este adesea denumită în studiile istorice regnum Arelatense sau Arelat. Puterea imperială în Arelat a fost întotdeauna doar slab reprezentată.

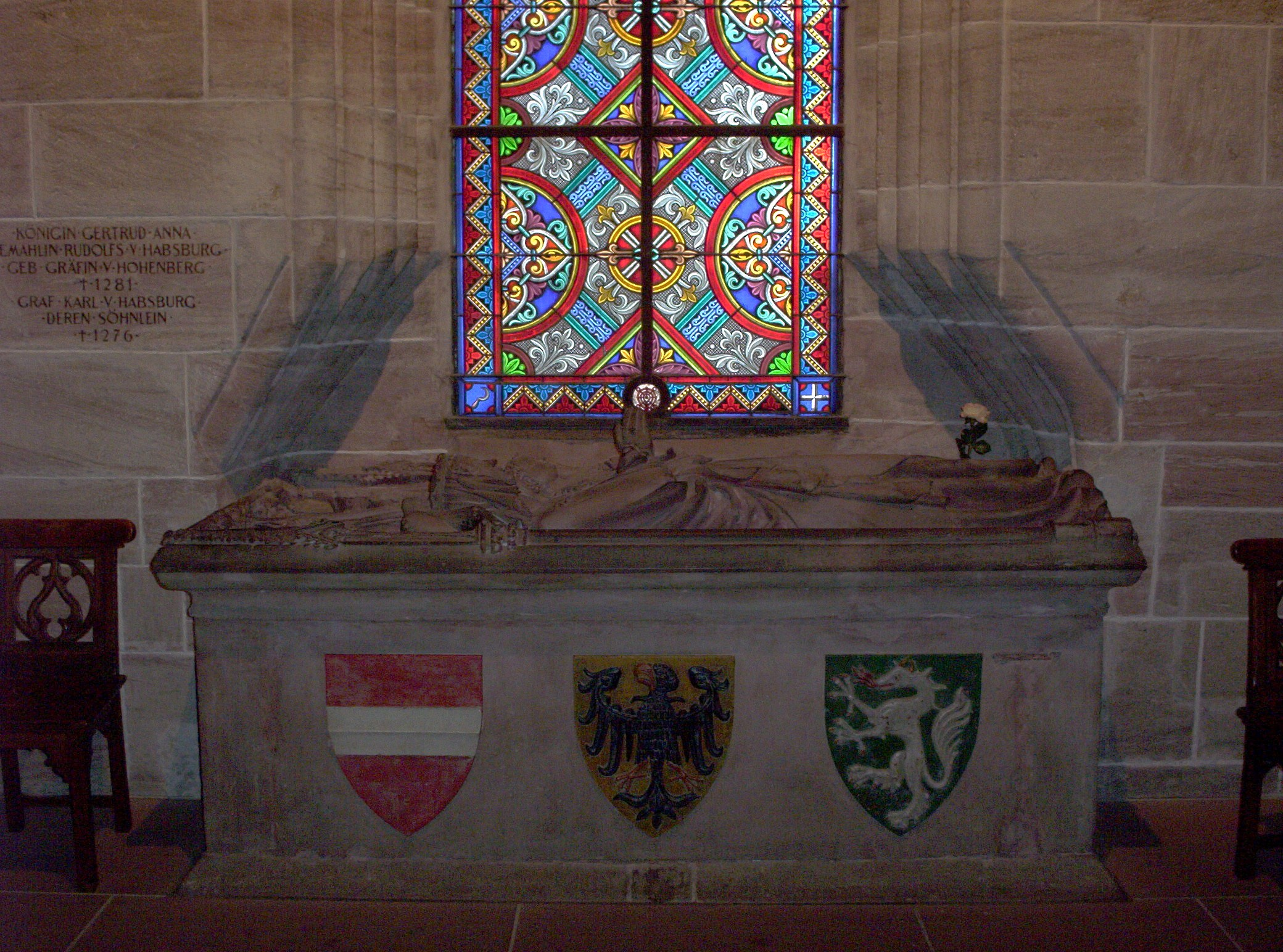
Sarcofagul lui Gertrud (Anna) de Hohenberg și al fiului ei, Karl în biserica din Basel

Contele Rainald de Mömpelgard acaparase Elsgau (Ajoie) de la un apropiat al lui Rudolf, Henric de Isny, episcop de Basel. Rudolf a decis să intervină militar. Contele Rainald, care nu se putea baza pe un sprijin puternic, s-a baricadat în cetatea Pruntrut (astăzi în cantonul elvețian Jura). După ce Rudolf a asediat orașul timp de o lună, contele a trebuit pe 14 aprilie 1283 să renunțe la pretențiile sale fără a mai fi nevoie să depună jurământul ca vasal al lui Rudolf. Ulterior, Rudolf a întreprins un atac împotriva contelui Filip I de Savoia. Acesta avea proprietăți importante din punct de vedere strategic, care i-ar fi asigurat lui Rudolf accesul spre Burgundia, servindu-i  astfel interesele politice. Ostilitățile au început încă din 1281, însă abia în vara anului 1283 regele a întreprins acțiuni importante împotriva contelui. După un lung asediu al orașului Peterlingen (Payerne), contele Filip a cedat. Conform condițiilor păcii încheiate pe 27 decembrie 1283 el a trebuit să predea lui Rudolf orașele Peterlingen, Murten și Gümminen. În plus, a trebuit să plătească o despăgubire de război de 2000 de mărci de argint.
Politica de expansiune franceză viza teritoriul de-a lungul fluviilor Escaut, Meuse, Rhône și a râului Saône. O legătură stabilită prin căsătorie cu casa princiară burgundă ar fi asigurat relații mai bune cu Franța. În februarie 1284, la vârsta de 66 de ani, Rudolf s-a căsătorit cu Isabella de Burgundia, în vârstă de 14 ani, sora ducelui Robert al II-lea de Burgundia, cumnat al regelui Filip al III-lea al Franței. Prima lui soție, Anna de Hohenberg, murise în 1281. Prin această nouă căsătorie, Rudolf a încercat să-și mărească influența în Arelat. Robert al II-lea de Burgundia a primit comitatul Vienne. În ciuda legăturilor de familie și a noilor proprietăți oferite, Rudolf nu a reușit prin Robert să-și scadă influența adversarilor săi, conții de Savoia, contele palatin Otto de Burgundia și contele Rainald von Mömpelgard. Nici speranța sa pentru o legătură cu casa regală franceză nu s-a împlinit. Robert al II-lea a trecut de partea regelui francez Filip al IV-lea, care îi succeda la tron tatălui său decedat în octombrie 1285. Filip al IV-lea a extins considerabil influența franceză în zona de frontieră orientându-și interesul către Arelat, unde mai multe teritorii au devenit ulterior parte a regatului francez, în încercarea de a obține controlul asupra comitatului liber Burgundia. În 1289, Rudolf l-a forțat printr-o campanie militară, pe Otto de Burgundia, (care era de partea Franței), să-și recunoască vasalitatea. În 1295 însă, după moartea lui Rudolf, contele palatin Otto a semnat  cu Filip al IV-lea, un contract care prevedea că Burgundia urma să treacă în posesia franceză prin încheierea unei căsătorii și plata unei sume de bani.

### Eforturi nereușite pentru coroana și succesiunea imperială
Opt papi au fost în funcție în timpul celor 18 ani de domnie ai lui Rudolf. Papa Grigore al X-lea îi promisese lui Rudolf că îl va încorona cu condiția organizării unei cruciade. Moartea neașteptată a Papei a zădărnicit planurile pentru încoronare și cruciadă. Papii care au urmat, Inocențiu al V-lea, Adrian al V-lea și Ioan al XXI-lea, și-au exercitat pontificatul doar perioade foarte scurte de timp, din ianuarie 1276 până la mijlocul anului 1277. Nicolae al III-lea a ocupat tronul papal din 1277 până în august 1280, dar nu a acordat nicio prioritate proiectului cruciadei. Negocierile lui Rudolf cu succesorii acestuia, Honoriu al IV-lea și Nicolae al IV-lea, nu au avut succes. În ciuda numeroaselor schimbări pe tronul papal, au fost stabilite trei date pentru încoronare (1275, 1276 și 1287). Fiica lui Rudolf, Clementia, a fost căsătorită în 1281 cu Carol Martel, fiul lui Carol al II-lea de Anjou. Această legătură de căsătorie între casele Habsburg și Anjou făcea parte dintr-un plan general care fusese susținut de Curia papală încă din 1278. În acest context, lui Rudolf i s-a promis din nou coroana imperială. Arelat urma să devină regat independent sub conducerea Casei de Anjou, iar imperiul trebuia să renunțe la revendicarea regiunii Romagna. Din toate aceste planuri doar căsătoria amintită a devenit realitate. Abia Henric al VII-lea, succesor al lui Rudolf, a fost următorul împărat romano-german încoronat la Roma în 1312.
Strădaniile lui Rudolf de a fi încoronat ca împărat la Roma au avut ca scop principal asigurarea succesiunii la tronul imperial pentru fiul său, aceasta însemnând întemeierea unei dinastii. Ca împărat, Rudolf ar fi putut numi un co-regent. În timpul dinastiei Ottonilor, a Salienilor și a Stauferilor, co-regentul împăratului a fost întotdeauna fiul acestuia. Inițial, Rudolf a dorit ca fiul său Hartmann să îi fie succesor la tron, dar acesta s-a înecat în Rin în decembrie 1281. În ultimii ani ai vieții sale, rămăseseră în viață doar fiii săi, Albert și Rudolf, care i-ar fi putut urma la tron. Rudolf a încercat încă din timpul vieții să-l numească pe fiul său cu același nume ca succesor la tronul romano-german. În 1289 și din nou în 1290, Rudolf a confirmat titlul de principe elector al ginerelui său, Venceslau al II-lea de Boemia. În schimb, Venceslau a votat pe 13 aprilie 1290, la întrunirea curții imperiale de la Erfurt, succesiunea regală a fiului lui Rudolf, însă acesta a murit pe 10 mai 1290 în mod neașteptat la Praga. Ultimul fiu în viață al regelui, Albert, a primit la întrunirea curții de la Frankfurt pe 20 mai 1291, un singur vot: acela al contelui palatin Ludovic cel Strict. În locul lui Albert de Habsburg, în 1292 a fost ales ca rege romano-german contele Adolf de Nassau al Renaniei Mijlocii.

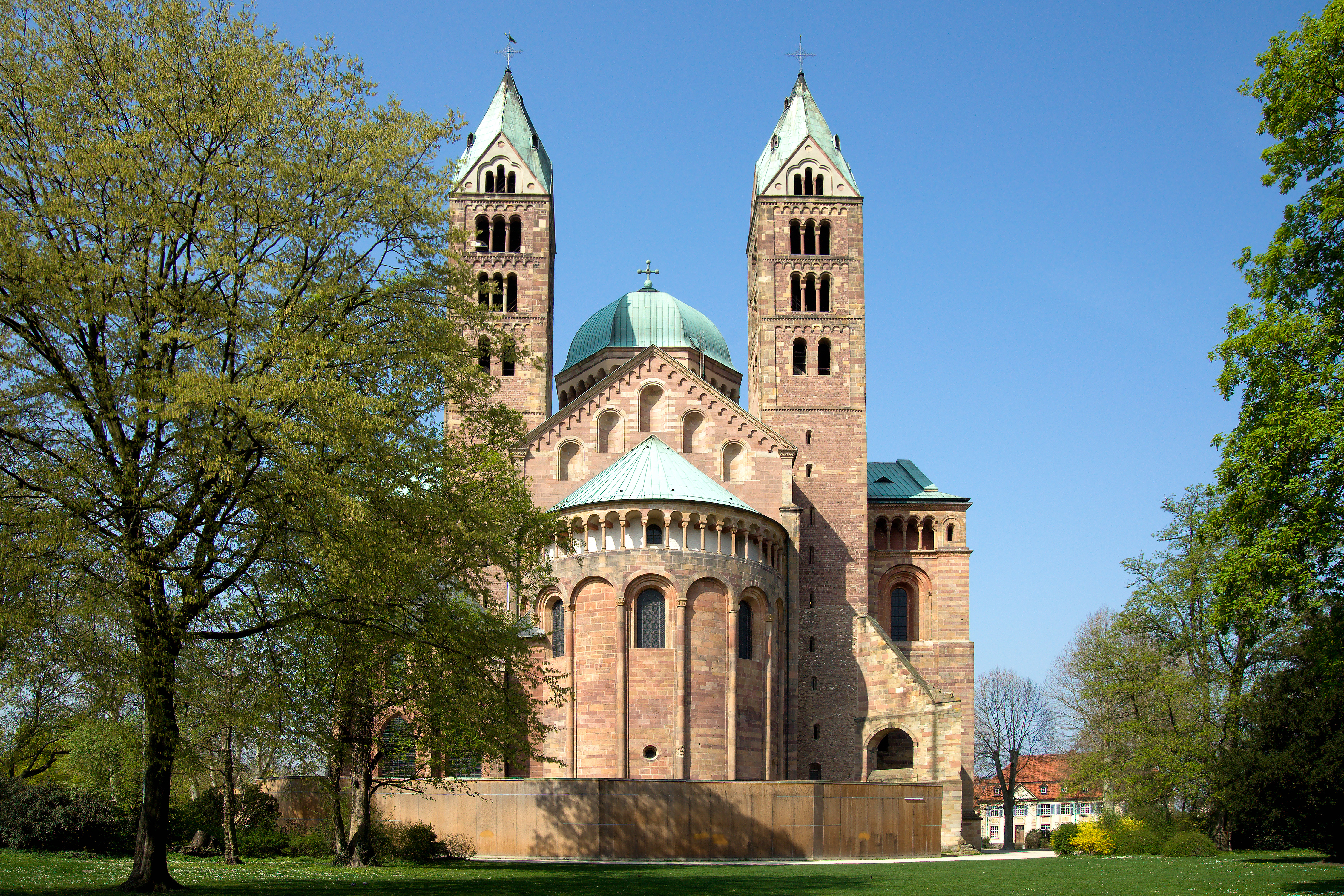
Domul din Speyer - locul unde este înmormântat Rudolf I

### Sfârșitul
La începutul verii anului 1291, sănătatea lui Rudolf s-a deteriorat considerabil. Puțin înainte de moartea sa, regele în vârstă de șaptezeci și trei de ani a decis să se mute de la Germersheim la Speyer. Domul din Speyer locul memorial al dinastiilor Salienilor și Stauferilor era locul cel mai important de înmormântare al regilor romano-germani. Rudolf a dorit să se plaseze în tradiția dinastiilor anterioare și să dea familiei de Habsburg însemnătatea unei dinastii. Pe 15 iulie 1291, la o zi după sosirea sa în Speyer, Rudolf a murit probabil de bătrânețe, suferind de gută. El a fost înmormântat lângă regele Filip de Suabia din dinastia Staufer, în Domul din Speyer. Placa de mormânt care există încă, a fost realizată de un artist încă din timpul vieții regelui și este considerat a fi una dintre primele reprezentări realiste a unui rege romano-german.

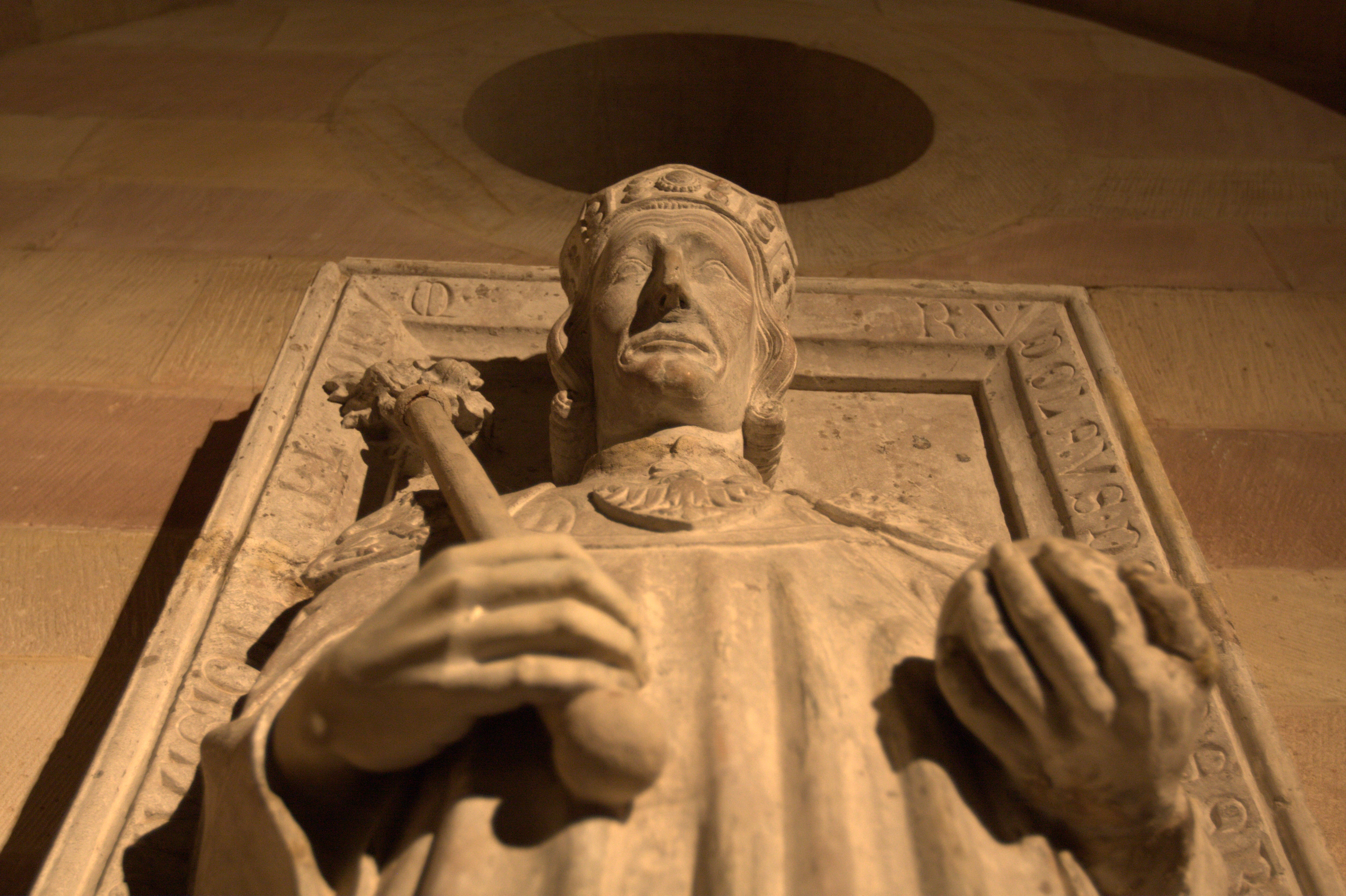
Detaliu de pe lespedea mormântului lui Rudolf I

## Căsătorii și descendenți
Rudolf a fost căsătorit de două ori:
- prima căsătorie în 1253, cu Gertruda de Hohenberg[118]
- a doua căsătorie în 1284, cu Isabela de Burgundia.[118]

Toți copiii lui Rudolf au rezultat din prima sa căsătorie:
- Matilda (1253–1304) căsătorită în 1273 la Aachen cu Ludovic cel Strict, conte palatin al Rinului și duce al Bavariei Superioare (din Casa de Wittelsbach);
- Albert I (1255–1308) căsătorit în 1274 la Viena cu Elisabeta de Gorizia și Tirol;
- Caterina (1256–1282) căsătorită în 1279 la Viena cu Otto al III-lea, duce al Bavariei Inferioare;
- Agnes Gertruda (1257–1322) căsătorită în 1273 în Aachen cu Albert al II-lea, duce de Saxonia-Wittenberg;
- Hedviga (1259–1286) căsătorită în 1279 la Viena cu Otto al VI-lea, margraf de Brandenburg, fiul lui Otto al III-lea de Brandenburg din Casa de Ascania;
- Clemența (1262–1293) căsătorită în 1281 la Viena[120] cu Carol Martel, rege titular al Ungariei, fiul lui Carol al II-lea de Neapole din Casa de Anjou;
- Hartmann (1263–1281, înecat) logodit cu Johanna, fiica regelui Eduard I al Angliei;
- Rudolf al II-lea (1270–1290) căsătorit în 1289 la Praga cu Agnes de Boemia, fiica regelui Ottokar al II-lea al Boemiei;
- Iudita (1271–1297) căsătorită în 1285 la Praga cu Venceslau al II-lea, rege al Boemiei;
- Carol (n./d. 1276).

## Concluzii
La sfârșitul Evului Mediu, Rudolf a jucat rolul de vârf pentru dinastia habsburgică. Lui îi datorează Habsburgii statutul princiar imperial și șansa lor de a deveni regi romano-germani.
Curtea regală și centrele de putere habsburgice din nordul Elveției și Alsaciei au făcut în mod activ propagandă cârmuirii lui Rudolf. Un rol și mai important pentru răspândirea faimei sale l-au avut elita burgheziei orașului Strasbourg, precum și călugării din Ordinul minoriților și Ordinul dominican, din sudul Germaniei. Cetățenii orașului Strasbourg au văzut Habsburgii ca aliați în lupta lor cu episcopul (1262). Pe Rinul Superior călugării cerșetori au răspândit numeroase anecdote despre Rudolf. În spiritul mișcării religioase care promova o biserică săracă, el a fost descris ca un rege fără pretenții, smerit față de Dumnezeu și de biserică.

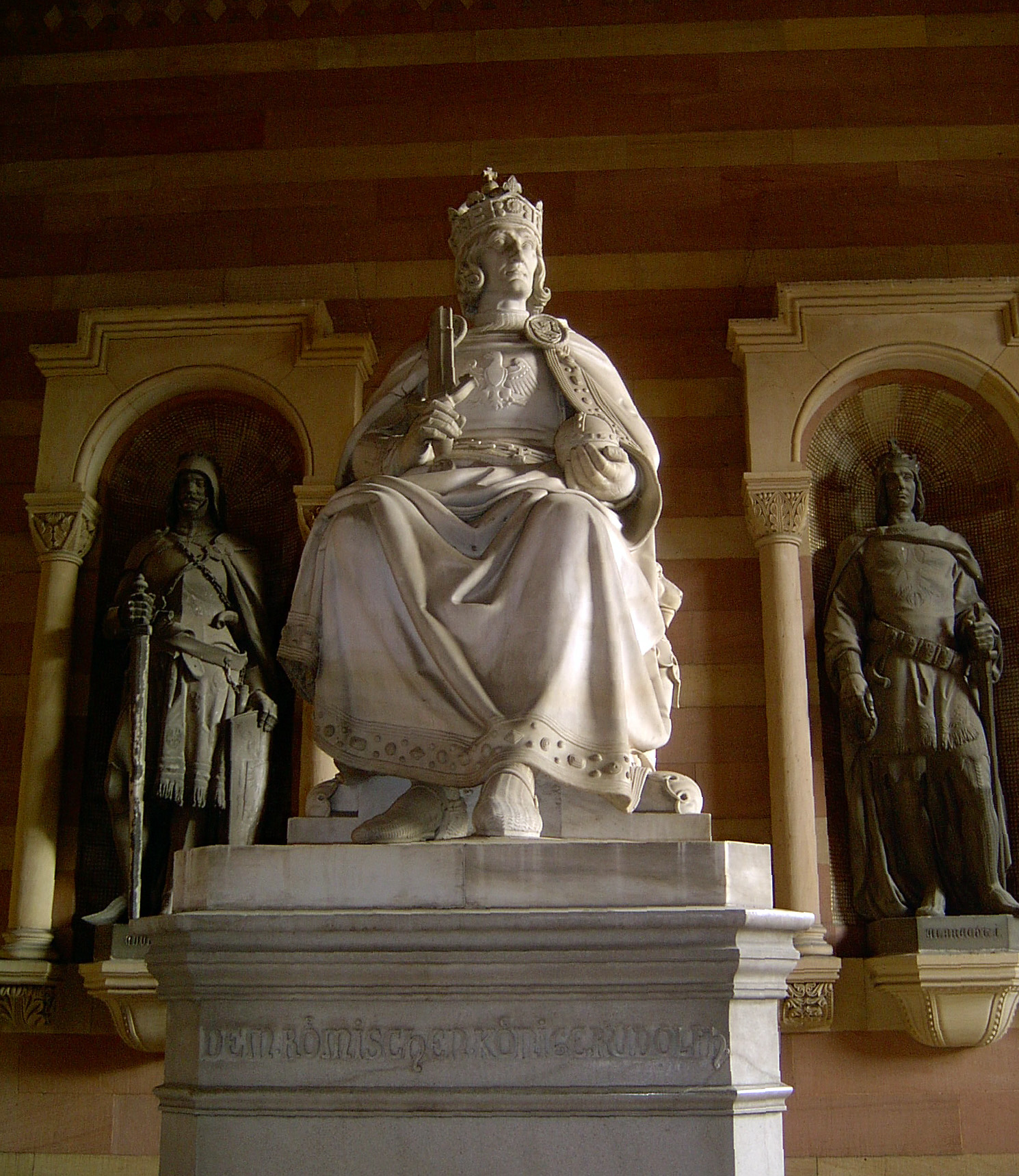
Mormântul lui Rudolf aflat în vestibulul vestic al Domului din Speyer, creat de Ludwig Schwanthaler în 1843, comandat de Ludwig I al Bavariei

Există încă multe narațiuni și anecdote contemporane lui Rudolf, care aveau probabil scop propagandistic, și pe care istoricii le-au luat foarte rar în considerare ca sursă. Karl-Friedrich Krieger a acordat totuși o mai mare importanță  anecdotelor. Potrivit lui Krieger, aceste anecdote „te apropie de personalitatea individuală a lui Rudolf mai mult decât a oricărui alt rege al secolului al XIII-lea". Un total de cincizeci și trei de motive narative pot fi cu certitudine identificate. Rudolf este caracterizat ca fiind „drept, șiret, uneori viclean, chiar îndrăzneț, dar niciodată brutal sau tiranic”. Se povestește că în timpul unei campanii militare din Burgundia, a scos el însuși sfeclă din pământ cu mâna și apoi a mâncat-o, iar într-o altă campanie și-a cusut el însuși jacheta zdrențuită. La Erfurt se spune că a făcut publicitate berii lui Siegfried von Bürstädt. Potrivit cronicarilor Johannes von Winterthur și Johannes von Viktring, nimeni nu putea trece de nasul lung, acvilin al lui Rudolf („nasul de Habsburg”). Un bărbat susținuse că „nu putea trece din cauza nasului lung al regelui. Rudolf și-a întors apoi nasul într-o parte, râzând”. În alte povestiri, se relatează cum viața regelui fiind în pericol fusese salvată de susținătorii săi loiali. Un cronicar contemporan cu Rudolf îl descria astfel: „avea o statură înaltă, picioare lungi, cu articulații fine, capul mic, fața palidă și nasul lung, avea doar puțin păr, mâinile înguste și lungi, era un om ponderat la mâncare și băutură și alte lucruri, un om înțelept și deștept...”, iar altul scria: „din tinerețe era războinic, deștept și puternic și dăruit cu noroc, înalt, cu nasul coroiat, cu o față serioasă care exprima tăria sa de caracter”. De asemenea, istoriografia medievală l-a descris pe Rudolf ca fiind un om popular și având simțul umorului.
Portretul său de pe lespedea mormântului din Domul orașului Speyer a devenit renumit pentru apropierea de realitate, potrivit descrierii făcute de contemporanii sfârșitului secolului al XIII-lea. Lespedea mormântului nu reprezintă, după părerea lui Martin Büchsel, imaginea unui conducător supărat și resemnat, ci imaginea unui nou rege la sfârșitul Interregnului. Lespedea mormântului a fost degradată și deteriorată de-a lungul secolelor. Restaurarea ei în secolul al XIX-lea  a fost problematică deoarece s-a bazat pe pictura lui Hans Koderer, executată la comanda lui Maximilian I. Această pictură, care urma a fi folosită ca model pentru una dintre statuile ce înconjoară mormântul lui Maximilian I, diferea de original. Lespedea se află acum în cripta Domului din Speyer.